# عمار العزكي
عمار محمد العزكي مغني بوب يمني اشتهر بوصوله لنهائيات الموسم الرابع من برنامج محبوب العرب الذي تبثه شبكة إم بي سي. حظي ترشيحه بتغطية واسعة في اليمن في خضم الحرب الأهلية اليمنية (2015 إلى الوقت الحاضر). حصل العزكي في البداية على تقدير لفوزه في مسابقة منشد الشارقة لعام 2006 والتي تخصصت في الإنشاد،  التي استضافتها مؤسسة الشارقة للإعلام وتحت رعاية حاكم إمارة الشارقة.

## حياة
ولد العزكي في مديرية الرجم بمحافظة المحويت في اليمن. اكتشف موهبته في الغناء خلال عروض النشيد في مدرسته مما شجعه على الانضمام إلى مسابقة صنعاء عاصمة الثقافة العربية كجزء من مبادرة عاصمة الثقافة العربية وفاز بالمركز الأول في فئة النشيد. عارضت عائلته في البداية غنائه ولم يصدقوا أنه يتمتع بصوت جيد حتى زار مدرس الموسيقى الأسرة وأقنعهم بالسماح له بالمنافسة في مسابقة صنعاء.
في سن 18، سافر العزاكي على نفقته الخاصة ومفرده إلى الشارقة للمنافسة في مسابقة منشيد الشارقة السنوية، وأشار والده إلى أن أمامهم أقل من 24 ساعة قبل الموعد النهائي للتسجيل. سيواصل العزكي الفوز على المنافسة الدولية والفوز بالمركز الأول ومكافأة مالية قدرها 100000 درهم إماراتي.
قبل التسجيل في مسابقة عرب أيدول، تعاقدت القرية العالمية (دبي) مع العزكي لمدة ثلاثة أشهر ولم يسجل إلا بنصيحة صديقه، الذي أصر على طلب مشاركته في اختبارات دبي رغم تردده بسبب المنافسة الشرسة.

## عرب آيدول
نافس العزكي في الموسم الرابع من برنامج عرب ايدول وحصل على المركز الثالث في المسابقة. خلال المسابقة، حظي باهتمام واسع في اليمن على الرغم من الحرب الأهلية المستمرة.

## بعد عرب آيدول
وقع العزكي مع سونغ ميوزيك ميدل ايست في فبراير 2018  وأصدر ألبومه الأول "كلام أبيض" والعديد من الأغاني الفردية منذ نهاية مسابقة محبوب العرب بما في ذلك التعاون مع مطربين وشعراء عرب آخرين. تم إصدار أغنيته الأولى مع موسيقى سوني في عام 2018. في عام 2019، أطلق العزاكي أغنية "أنا اليماني" إهداءًا لفريق كرة القدم اليمني في تصفيات كأس العالم لكرة القدم 2022 القادمة (AFC). بالإضافة إلى ذلك، عمل في دراما يمنية منتجة محليًا تم إصدارها على قناة يوتيوب يمن شباب تسمى غربه البن ( بالعربية غربه البن) والتي تلقت ملايين المشاهدات حول كل حلقة وشعبية محلية.

## ألبومات
- 2018: ( كلام ابيض)

### موسيقى وأغاني منفردة
- 2018: "شنطة سفر"
- 2019: "أنا اليماني"